# Hosston, Louisiana
Hosston, Louisiana (енгл. Hosston) град је у америчкој савезној држави Луизијана.

## Демографија
По попису из 2010. године број становника је 318, што је 69 (-17,8%) становника мање него 2000. године.
| Група             | 2000.       | 2010.       |
| Белци             | 297 (76,7%) | 227 (71,4%) |
| Афроамериканци    | 87 (22,5%)  | 73 (23,0%)  |
| Азијати           | 1 (0,3%)    | 1 (0,3%)    |
| Хиспаноамериканци | 1 (0,3%)    | 5 (1,6%)    |
| Укупно            | 387         | 318         |